# ČKD T448p
T448p (seria T 448.0 w Czechach) – lokomotywa spalinowa produkcji czechosłowackiej, wytwarzana w latach 1973–1989 w zakładach ČKD w Pradze. Eksploatowana w Czechosłowacji (obecnie Czechy) oraz Polsce na liniach przemysłowych i przez przewoźników prywatnych.
Ich zaletą jest stosunkowo niewielki nacisk na oś (18 t) przy dość dużej mocy, pozwalający na pracę na bocznicach zakładowych o słabej nawierzchni, a przy tym układ czteroosiowy pozwala na wpisywanie się w ciaśniejsze łuki, niż przy lokomotywach sześcioosiowych.

## Eksploatacja

### W Czechosłowacji/Czechach
Produkowane od 1973 lokomotywy T 448.0 eksploatowane są do dziś wyłącznie na kolejach przemysłowych, gdzie prowadzą ciężkie składy towarowe, głównie w kopalniach węgla. Wyprodukowano ich 459 sztuk (T448.0501 do T448.0959). Później oznaczenie zmieniono na serię 740. Dla państwowych kolei ČSD zbudowano modyfikację T 466.2 (obecnie seria 742), w której zmniejszono masę pojazdu do 64 ton, zwiększono prędkość do 90 km/h oraz zastosowano smarowanie obrzeży kół i inne ulepszenia. Pudło lokomotywy pozostało bez zmian.

### W Polsce
Ogółem od roku 1976 do 1989 sprowadzono do Polski 161 egzemplarzy tych lokomotyw, które oznaczone jako T448p (także T448P i T448-P w zależności od operatora), podjęły pracę głównie w zakładach górnictwa węglowego i kombinatach chemicznych. Obecnie należą one do przewoźników prywatnych (m.in. PTKiGK Rybnik obecnie DB Schenker Rail Rybnik; PTK Holding Zabrze, PCC Rail obecnie DB Schenker Rail Polska, Orlen KolTrans, STK Wrocław oraz Euronaft Trzebinia) i podejmowane są ich modernizacje. W XII 2009 przewoźnicy ci posiadali 120 lokomotyw tego typu. Część została z powrotem odsprzedana do Czech i na Słowację. W 2004 roku pięć egzemplarzy T448p o numerach: 061, 085, 123, 124 i 156 zostało zakupionych przez koleje państwowe Korei Północnej, a w latach 2004–2005 trafiły do słoweńskiego portu w Koprze, skąd zostały wysłane transportem morskim. W 2017 roku DB Cargo Polska sprzedało lokomotywę T448p-152 węgierskiej spółce Continental Railway Solution Kft, a w następnym roku również lokomotywę T448p-119, która następnie trafiła na Węgry. Kilka byłych polskich lokomotyw serii T448p zostało sprzedanych do Włoch.
Cztery lokomotywy serii T448 zostały sprowadzone przez STK w latach 2006–2013. Lokomotywa 740 642 spółki ZOS Zvolen pracowała również dla Euronaft Trzebinia od czerwca 2011 do 2013 roku, kiedy to została zwrócona właścicielowi. Dodatkowo w 2009 roku sprowadzono do Polski dwa inne lokomotywy tej serii, które otrzymały oznaczenia T448p oraz numery 616 i 629. Od 14 czerwca 2018 roku od AWT Ostrava zostały delegowane dwie lokomotywy serii 740 do tarnogórskiego zakładu PKP Cargo. Lokomotywy pracowały do sierpnia tego roku, po czym wróciły do AWT.